# مؤتمر يالطا

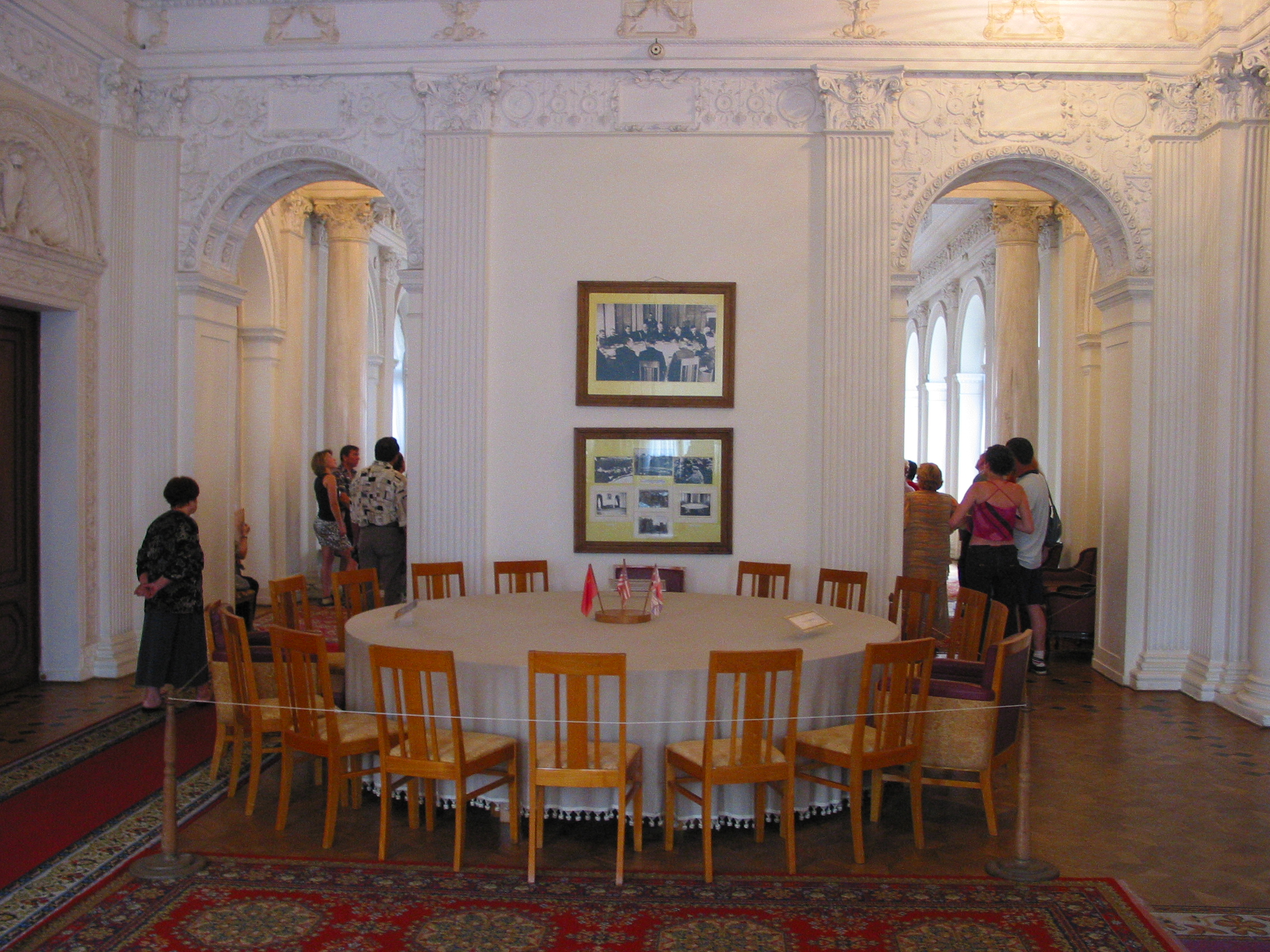
القاعة التي تم فيها اجتماع القمة الثلاثية

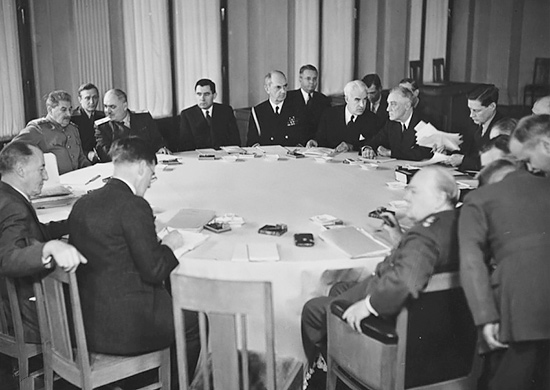
قادة الدول الثلاث الكبرى على طاولة المفاوضات في مؤتمر يالطا

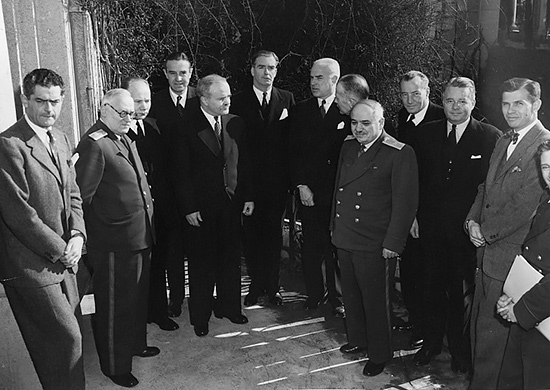
الدبلوماسيون السوفيت والأمريكيون والبريطانيون خلال مؤتمر يالطا

مؤتمر يالطا (اتفاقية يالطا) هي الاتفاقية الموقعة بين الاتحاد السوفيتي بزعامة ستالين وبين بريطانيا بزعامة تشرتشل والولايات المتحدة بزعامة روزفلت. وقعت هذه الاتفاقية في مدينة يالطا السوفياتية الواقعة على سواحل البحر الأسود من 4 إلى 11 فبراير عام 1945، ولقد ناقش المؤتمر كيفية تقسيم ألمانيا وكيفية محاكمة أعضاء الحزب النازي وتقديمهم كمجرمي حرب، بالإضافة إلى كيفية تقسيم ألمانيا هل إلى أربع كما رغبت بريطانيا والولايات المتحدة أي بزيادة فرنسا أم إلى ثلاث كما رغب الاتحاد السوفيتي، وأيضًا تقسم مدينة برلين بنفس الطريقة التي قسمت بها ألمانيا.
كان الهدف من المؤتمر هو تنظيم حالة السلم ما بعد الحرب والذي لم يقتصر على تشكيل نظام الأمن الجماعي فقط، بل امتد ليشّكل خطة تقتضي إعطاء الشعوب المحرّرة من النازية الحق في تقرير مصيرها.
عُقد اللقاء بشكل أساسي من أجل نقاش إعادة تأسيس دول أوروبا التي مزقتها الحرب. لكن سرعان ما تحول مؤتمر يالطا خلال السنوات القليلة التالية إلى موضوع يُثار حوله الكثير من الجدل، ذلك مع اشتعال فتيل الحرب الباردة التي قسمت أوروبا.
كان مؤتمر يالطا هو الثاني بين ثلاثة مؤتمرات أساسية انعقدت وقت الحرب عُرفت باسم الثلاثة الكبار. سُبق مؤتمر يالطا بمؤتمر طهران في شهر نوفمبر 1943 وتلاه مؤتمر بوتسدام في شهر يوليو 1945. سُبق مؤتمر يالطا أيضًا بمؤتمر عُقد في موسكو خلال شهر أكتوبر من عام 1944 لم يحضره الرئيس روزفلت، والذي قُسمت أوروبا فيه من قبل تشرشل وستالين إلى مناطق نفوذ غربية وسوفييتية. حضر مؤتمر بوتسدام كل من ستالين وتشرشل (الذي كانت عملية استبداله برئيس الوزراء المنتخب حديثًا كليمنت أتلي قد قطعت نصف الطريق)، بالإضافة إلى خليفة روزفلت هاري ترومان.
لم يكن الجنرال شارل ديغول حاضرًا في أي من مؤتمري يالطا أو بوتسدام؛ الأمر الذي مثّل إهانةً دبلوماسية شحنت الأجواء باستياء عميق استمرّ طويلًا. عزا ديغول إقصاءه من مؤتمر يالطا إلى العداوة الشخصية التي يكنّها له روزفلت، على الرغم من أن الاتحاد السوفيتي أيضًا قد اعترض على إدراجه كمشارك كامل. لكن غياب التمثيل الفرنسي في مؤتمر يالطا كان يعني أيضًا أن توجيه الدعوة إلى ديغول من أجل حضور مؤتمر بوتسدام سيشكل معضلة كبيرة. إذ كان يشعر حينها بأنه ملزم بإعادة فتح جميع القضايا المُتفق عليها في مؤتمر يالطا بغيابه.

## المؤتمر

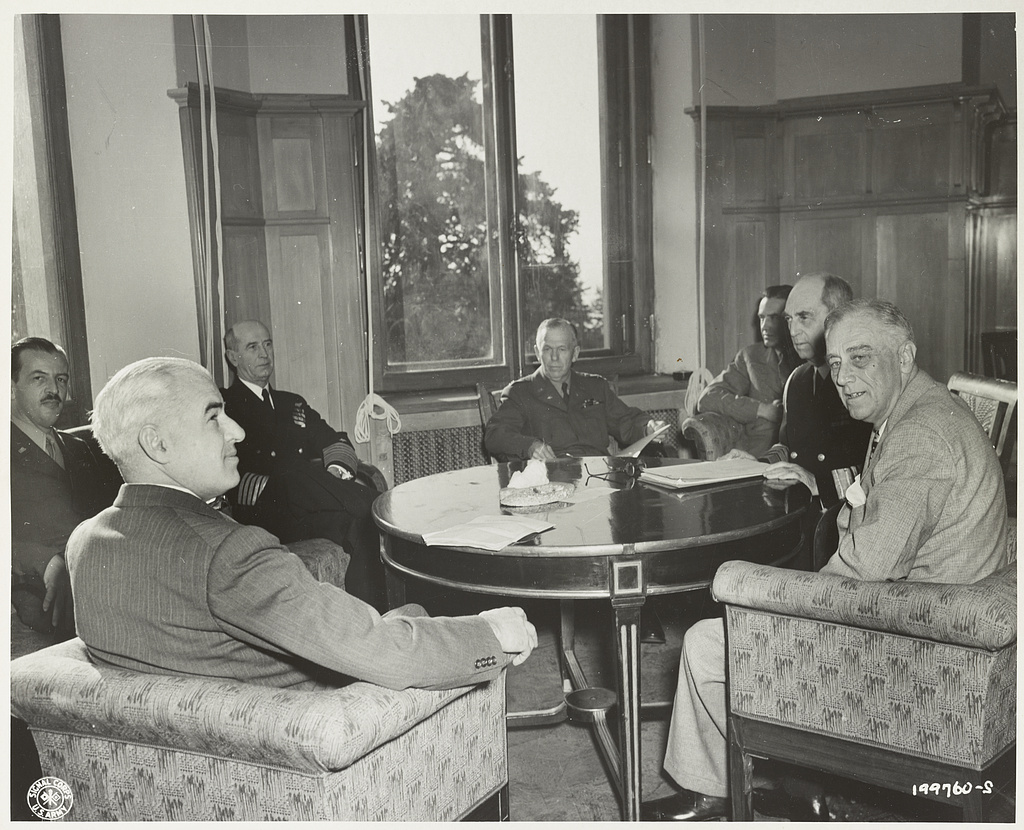
وفد يالطا الأمريكي في قصر ليفاديا من اليسار إلى اليمين: Secretary of State Edward Stettinius, Maj. Gen. L. S. Kuter, Admiral E. J. King, General George C. Marshall, Ambassador Averell Harriman, Admiral William Leahy, and President F. D. Roosevelt. Livadia Palace, Crimea, RSFSR

خلال فترة انعقاد مؤتمر يالطا، كانت القوات المسلحة للحلفاء الغربيين (المملكة المتحدة، الولايات المتحدة، كندا، فرنسا وبلجيكا) قد حررت كامل فرنسا وبلجيكا، وكانت تقاتل على حدود ألمانيا. في الشرق، كانت القوات السوفيتية تبعد 65 كم (40 ميل) عن برلين، بعد أن دفعت بالألمان خارج حدود بولندا ورومانيا وبلغاريا. بحلول شهر فبراير كانت ألمانيا لا تسيطر إلّا على أراضيها وعلى هولندا، النرويج، الدنمارك، النمسا، شمال إيطاليا والأجزاء الشمالية من يوغوسلافيا.
جاءت المبادرة بالدعوة إلى عقد مؤتمر «الثلاثة الكبار» الثاني من قبل روزفلت، على أمل أن يحدث اللقاء قبل بدء الانتخابات الرئاسية الأمريكية في نوفمبر 1944، لكن دُفع في وقت لاحق باتجاه عقد اللقاء بداية عام 1945 على أراضي دولة محايدة من دول البحر الأبيض المتوسط، واقتُرحت مالطا وقبرص وأثينا لتكون إحداها مكانًا لهذا اللقاء. أودى إصرار ستالين على أن أطباءه يعارضون ذهابه في أي رحلة طويلة إلى رفض الخيارات المقترحة، واقترح بدلًا من ذلك أن يجتمعوا في منتجع يالطا المطل على البحر الأسود في شبه جزيرة القرم. شكل خوف ستالين من الطيران عاملًا مساهمًا إضافيًّا في اتخاذ هذا القرار. مع ذلك فقد أذعن ستالين إلى روزفلت باعتباره «المضيف» للمؤتمر؛ عُقدت جميع الجلسات العامة في مكان الإقامة الأمريكي في قصر ليفاديا، وكان روزفلت يجلس دومًا في مركز المجموعة في جميع الصور التي التُقطت (التقط مصور روزفلت الرسمي جميع الصور).
كان لكل من القادة الثلاثة أجندته الخاصّة المعدّة لألمانيا وأوروبا المحرّرة ما بعد الحرب. أراد روزفلت الحصول على الدعم السوفيتي في حرب الولايات المتحدة على المحيط الهادئ ضد اليابان، تحديدًا من أجل غزو اليابان المخطط له (عملية عاصفة أوغسطس)، بالإضافة إلى ضم الاتحاد السوفيتي إلى الأمم المتحدة. دفع تشرشل باتجاه إحداث انتخابات حرة وحكومات ديمقراطية في أوروبا الشرقية والوسطى (خاصة بولندا)؛ وطالب ستالين بفتح المجال للنفوذ السياسي السوفيتي في أوروبا الشرقية والوسطى باعتباره جانبًا أساسيًا من إستراتيجية الأمن القومي للاتحاد السوفيتي. كان ستالين يشعر أن موقعه في المؤتمر من القوّة بمكان حتى يسمح له بفرض الشروط. وفقًا لعضو الوفد الأمريكي ووزير الخارجية المستقبلي جيمس بيرنز لم يكن الأمر متعلّقًا بما سنسمح للروس بالقيام به، بل بما كان يمكننا أن ندفع بالروس للقيام به".
شكّلت بولندا البند الأول ضمن أجندة الأعمال السوفيتية. إذ صرّح ستالين «بالنسبة إلى الحكومة السوفيتية، إن مسألة بولندا هي مسألة شرف وأمن لأن بولندا خلال التاريخ كانت تمثّل معبرًا للقوات التي تحاول غزو روسيا». كذلك صرّح ستالين مستندًا إلى الأحداث التاريخيّة «لأن الروس أخطأوا كثيرًا بحق بولندا»، «كانت الحكومة السوفيتية تحاول التكفير عن هذه الأخطاء». ختم ستالين خطابه «على بولندا أن تكون قويةً»، وأنّ «الاتحاد السوفيتي مهتم بتحقيق دولة بولندا القوية الحرّة المستقلّة». وفقًا لذلك، شدد ستالين على أن مطالب الحكومة البولندية في المنفى غير قابلة للتفاوض. سيحتفظ الاتحاد السوفيتي بأراضي شرق بولندا التي ضمها سابقًا في عام 1939، وكان يتعين تعويض بولندا عن ذلك عبر توسيع حدودها الغربية على حساب ألمانيا. على النقيض من بيانه السابق، وعد ستالين بإقامة انتخابات حرة في بولندا على الرغم من أن السوفييت قد رعوا الحكومة المؤقتة المنصّبة حديثًا عن طريق ستالين نفسه، وذلك في المقاطعات البولندية المحتلّة من قبل الجيش الأحمر.
أراد روزفلت من الاتحاد السوفيتي أن ينضم إلى الحلفاء في حرب المحيط الهادئ ضد اليابان، وهو ما كان يأمل في أن يعجّل من نهاية الحرب ويقلّص من الخسائر الأمريكية.
كان أحد الشروط المسبقة التي وضعها السوفييت لإعلان الحرب ضد اليابان هو أن يعترف الأمريكيون بشكل رسمي بالاستقلال المنغولي عن الصين (كانت جمهورية منغوليا الشعبية دولة تابعة للسوفييت منذ تأسيسها عام 1924، وخلال الحرب العالمية الثانية). أراد السوفييت أيضًا الاعتراف بالمصالح السوفييتية في سكك حديد منشوريا وميناء آرثر (دون أن يطلبوا استئجارها من الصينيين). تم الاتفاق على هذه الشروط دون مشاركة الصين.
استُجيب إلى طلب روسيا بالتنازل عن كارافوتو وجزر الكوريل لصالحها، والتي استولت عليهم اليابان خلال الحرب الروسية اليابانية عام 1905.
بالمقابل تعهد ستالين بدخول الاتحاد السوفيتي حرب المحيط الهادئ بعد ثلاثة أشهر من هزيمة ألمانيا. وعد ستالين بعد ذلك خلال مؤتمر بوتسدام الرئيس ترومان بأنه سيحترم الوحدة الوطنية لدولة كوريا التي سيتم لاحقًا احتلال أجزاء منها من قبل القوات السوفيتية.
كذلك الأمر فقد وافق السوفييت على الانضمام إلى الأمم المتحدة، مع إعلامهم بالمفهوم السرّي لصيغة التصويت الذي يتضمن حق النقض باستعمال الفيتو للأعضاء الدائمين في مجلس الأمن، بالتالي ضمنت كل دولة إمكانية التصدي للقرارات غير المرغوب بها.
كان الجيش الأحمر في ذلك الوقت يحتل كامل بولندا ويسيطر على معظم أجزاء أوروبا الشرقية بقوة عسكرية أكبر بثلاث مرات من قوات الحلفاء في الغرب مجتمعة. لم يقدم إعلان تحرير أوروبا الكثير في سبيل تحجيم اتفاقيات بسط النفوذ التي دُمجت ضمن اتفاقيات الهدنة.
صادق الزعماء الثلاثة على اتفاقية اللجنة الاستشارية الأوربية والتي رسمت الحدود بين المناطق المُحتلة من ألمانيا بعد الحرب وهي ثلاث مناطق احتلال، واحدة لكل من الحلفاء الثلاثة الرئيسيين: الاتحاد السوفيتي والمملكة المتحدة والولايات المتحدة الأمريكية. أيضًا اتفق الحلفاء على إعطاء فرنسا منطقة احتلال، على أن تُقتطع من حصة الولايات المتحدة والمملكة المتحدة؛ بالرغم من أن ديغول قام فيما بعد برفض مبدأ إعطاء فرنسا منطقة احتلال عُيّنت حدودها في غيابه، فأمر القوات الفرنسية باحتلال شتوتغارت أيضًا. لم تنسحب القوات الفرنسية من شتوتغارت إلّا حين هدّدت الولايات المتحدة بتعليق إمداداتها الاقتصادية الأساسية.
ناقش تشرشل في مؤتمر يالطا ضرورة إعطاء فرنسا العضوية الكاملة في مجلس مراقبة الحلفاء المقترح لألمانيا. رفض ستالين هذا المقترح، إلى أن أيد روزفلت موقف تشرشل في نهاية المطاف، لكن ظلّ ستالين مصرًا على عدم إعطاء العضوية الكاملة للفرنسيين في لجنة تعويض الحلفاء التي سيتم تأسيسها في موسكو، ولم يتساهل في قراره هذا إلا في مؤتمر بوتسدام.
كذلك اتفق الثلاثة الكبار على إعادة تنصيب كافة الحكومات الأصلية في البلدان المحتلة (باستثناء رومانيا وبلغاريا، فقد حُلّت بالفعل معظم الحكومات من قبل الاتحاد السوفيتي؛ أيضًا استثنى ستالين الحكومة البولندية الموجودة في المنفى)، وعلى أن كل اللاجئين سيعودون إلى أوطانهم.

### إعلان تحرير أوروبا
أعلِن تحرير أوروبا من قبل ونستون تشرشل وفرانكلين دي روزفلت وجوزيف ستالين خلال مؤتمر يالطا. مثّل الإعلان وعدا يسمح لسكان أوروبا «بإنشاء المؤسسات الديمقراطية وفقًا لاختيارهم». تعهد إعلان التحرير «بأن تُشكّل هذه المؤسسات خلال أسرع وقت ممكن عن طريق الحكومات الحرّة المنتخبة استجابة لإرادة الشعوب». شابه هذا الطرح بيان ميثاق الأطلسي الذي قال إنن «من حق جميع الشعوب اختيار شكل الحكومة التي يعيشون في ظلها».

### النقاط الرئيسية
تضمنت النقاط الأساسية لهذا اللقاء ما يلي:
- الاتفاق على أولوية الاستسلام غير المشروط لألمانيا النازية بعد الحرب، تقسيم ألمانيا وبرلين إلى أربع مناطق احتلال.
- وافق ستالين على إعطاء فرنسا منطقة احتلال رابعة في ألمانيا، بشرط أن تؤسّس على حساب المنطقتين البريطانية والأمريكية.
- خضوع ألمانيا لعملية نزع السلاح واجتثاث النازية من البلاد.
- تمثَّل جزء من التعويضات الألمانية على شكل عمل قسري. كان من المقرر استخدام السخرة لإصلاح الأضرار التي ألحقتها ألمانيا بضحاياها.[14] لكن العمال أُجبروا أيضًا على حصد المحاصيل والتنقيب عن اليورانيوم وغيرها من الأعمال الأخرى.
- إنشاء مجلس للتعويضات على أراضي الاتحاد السوفيتي.
- نقاش مسألة بولندا، الاتفاق على إعادة تنظيم الحكومة الشيوعية المؤقتة لجمهورية بولندا والمُنصّبة من قبل الاتحاد السوفيتي «على أساس ديمقراطي أكثر شمولية».[15]
- أن تصبح الحدود الشرقية من بولندا تابعة لخط كورزون، مع تعويض بولندا عن ذلك بتوسيع حدودها الغربية على حساب ألمانيا.
- تعهد ستالين بالسماح بإجراء انتخابات حرة في بولندا.
- حصول روزفلت على التزام ستالين بانضمامه إلى الأمم المتحدة.
- مطالبة ستالين بضمان حصول الجمهوريات الاشتراكية السوفيتية الـ 16 على مقاعد العضوية في الأمم المتحدة. أُخذ هذا المطلب بعين الاعتبار، لكن رُفضت طلبات انتساب 14 من هذه الجمهوريات، وافق ترومان على عضوية أوكرانيا وبيلاروسيا، مع الاحتفاظ بالحق الذي لم يمارس قط بالسعي إلى الحصول على صوتين إضافيين للولايات المتحدة.[16]
- وافق ستالين على خوض الحرب ضد الإمبراطورية اليابانية «خلال شهرين إلى ثلاثة أشهر بعد استسلام الألمان وانتهاء الحرب في أوروبا»، ذلك نتيجةً للتنازلات المقدمة للسوفييت بالسماح لهم بالاستحواذ على جنوب سخالين وجزر الكوريل، تدويل ميناء داليان واستعادة عقد الإيجار الخاص بميناء آرثر، بالإضافة إلى غيرها من التنازلات.[17]
- بالنسبة إلى قصف اليابان، توصّل الفرقاء المعنيون إلى اتفاق بشأن إقامة قاعدة جويّة للطائرات الأمريكية من طراز B-29s بالقرب من مصب نهر آمور في منطقة كومسومولسك- نيكولاييفسك (وليس بالقرب من فلاديفوستوك التي اقتُرحت في وقت سابق)، علمًا أن هذا الأمر لم يُنفذ في نهاية المطاف. قال الجنرال أنتونوف أيضًا إن الجيش الأحمر سيأخذ النصف الجنوبي من جزيرة سخالين باعتباره واحدًا من أهم أهدافه، وسيكون من المرغوب فيه تقديم المساعدة الأمريكية في الدفاع عن كاماشاتكا.[18]
- وجب العثور على مجرمي الحرب النازيين، وتقديمهم للمحاكمة في المقاطعات التي ارتكبوا فيها جرائمهم؛ كما وجب إعدام القادة النازيين.
- تأسيس «لجنة تقسيم ألمانيا». كان الهدف منها هو تحديد إمكانية تقسيم ألمانيا إلى ستة دول ومن بعض الأمثلة على الاقتراحات والتقسيم الفعلي النهائي لألمانيا تظهر كالآتي:

- التقسيم الفعلي لألمانيا إلى مناطق احتلال الحلفاء الأربعة:   المنطقة البريطانية
   المنطقة الفرنسية (منطقتين مستحاطتين) ومحمية سار بدءاً من عام 1947
   المنطقة الأمريكية
   المنطقة السوفيتية التي أصبحت لاحقاً ألمانيا الشرقية
   مناطق ضمها الاتحاد السوفيتي بولندا

التقسيم الفعلي لألمانيا إلى مناطق احتلال الحلفاء الأربعة: المنطقة البريطانية المنطقة الفرنسية (منطقتين مستحاطتين) ومحمية سار بدءاً من عام 1947 المنطقة الأمريكية المنطقة السوفيتية التي أصبحت لاحقاً ألمانيا الشرقية مناطق ضمها الاتحاد السوفيتي بولندا
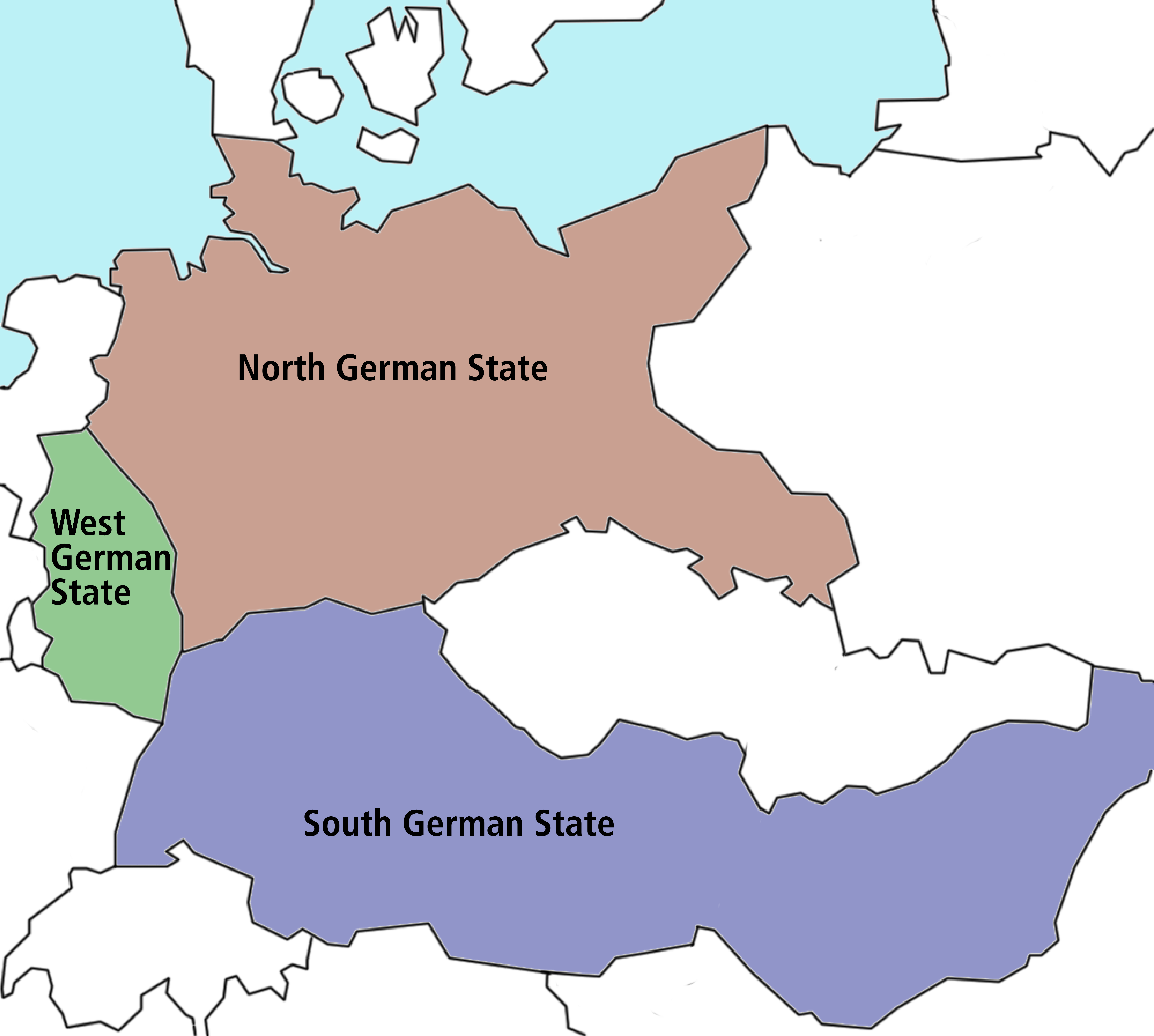
خطة تقسيم ألمانيا التي قدمها ونستون تشرشل:   الدولة الألمانية الشمالية الدولة الألمانية الجنوبية وتشمل مناطق النمسا والمجر الحالية الدولة الألمانية الغربية
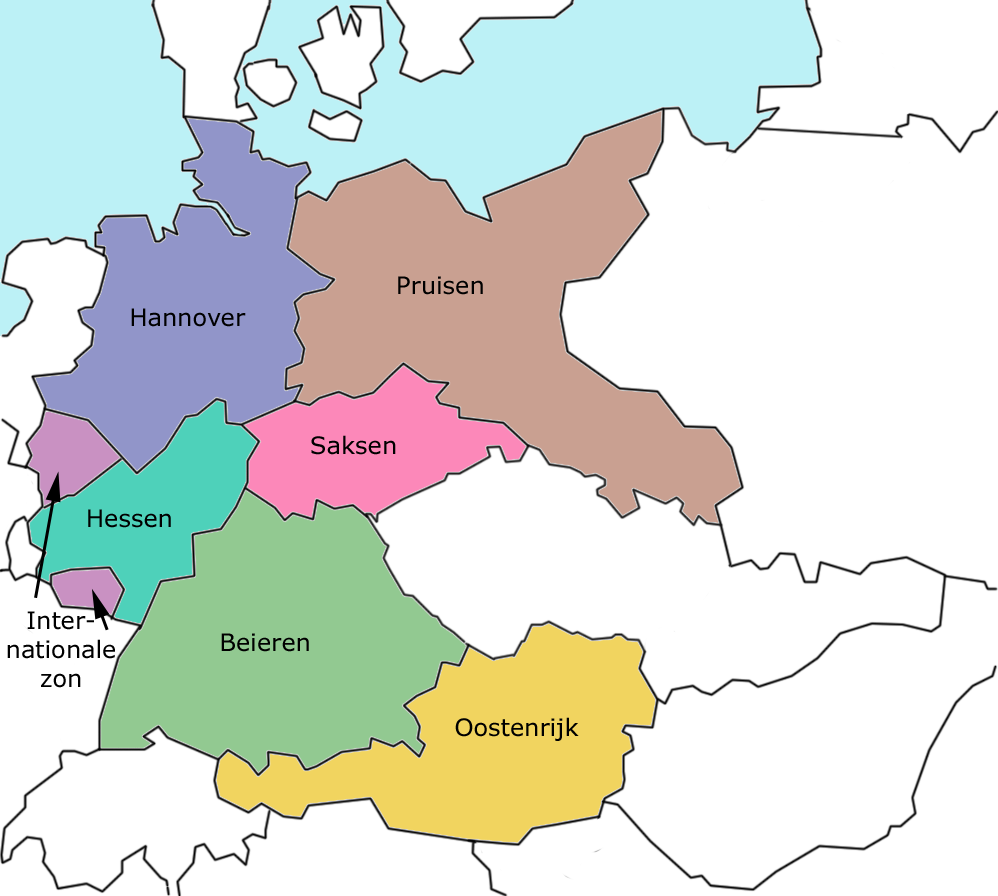
خطة تقسيم ألمانيا التي قدمها فرانكلين روزفلت: هانوفر بروسيا هسن ساكسونيا بافاريا رقابة حدودية (حبيستين مستحاطتين) النمسا
خطة مورغنثاو: الدولة الألمانية الشمالية الدولة الألمانية الجنوبية رقابة حدودية مناطق خسرتها ألمانيا (سارلاند حتى فرنسا، سيليزيا العليا حتى بولندا، بروسيا الشرقية، قسمت بين بولندا والاتحاد السوفيتي)

- خطة تقسيم ألمانيا التي قدمها فرانكلين روزفلت:   هانوفر
   بروسيا
   هسن
   ساكسونيا
   بافاريا
   رقابة حدودية (حبيستين مستحاطتين)
   النمسا
- خطة مورغنثاو:   الدولة الألمانية الشمالية
   الدولة الألمانية الجنوبية
   رقابة حدودية
   مناطق خسرتها ألمانيا (سارلاند حتى فرنسا، سيليزيا العليا حتى بولندا، بروسيا الشرقية، قسمت بين بولندا والاتحاد السوفيتي)

### الانتخابات الديمقراطية
اتفق الثلاثة الكبار فيما بعد على ضرورة تأسيس الأنظمة الديمقراطية، إذ تقرر إجراء انتخابات حرة في كل الدول الأوربية المحررة وفي الدول التي كانت تابعة للمحور، بالإضافة إلى إعادة النظام. في سياق ذلك وعد الثلاثة الكبار بإعادة بناء الدول المحتلة عبر آليات تسمح لهذه الدول «بإنشاء مؤسسات ديمقراطية من اختيارهم». كان هذا أحد مبادئ ميثاق الأطلسي «حق الشعب في تحديد شكل الحكومة التي يعيش في ظلها». تضمن التقرير الختامي أن الدول الثلاثة ستساعد الدول المحتلة على تشكيل حكومة مؤقتة بالإضافة «إلى التعهد بتأسيس الحكومة في أسرع وقت ممكن عن طريق إجراء انتخابات حرة استجابةً لإرادة الشعوب» وأيضًا «تسهيل إجراء هذه الانتخابات متى ما دعت الضرورة لذلك».
دعت الاتفاقية كل الموقعين إلى «التشاور معًا بخصوص التدابير اللازم اتخاذها في سبيل تنفيذ الواجبات المشتركة التي نص عليها الإعلان». قام مولوتوف خلال مناقشات مؤتمر يالطا بإدخال صيغة أضعفت من قدرة الإعلان على إلزام الموقعين بنصوصه.
فيما يخص موضوع بولندا، ذكر تقرير يالطا أيضًا أن على الحكومة المؤقتة «التعهد بإجراء انتخابات حرّة وغير مقيّدة في أقرب وقت ممكن، على أساس الاقتراع العام والاقتراع السري». لم يستطع الاتفاق أن يخفي مدى اهتمام السوفييت بضم حكومة لوبلين المؤقتة المؤيدة لهم، بالإضافة إلى إنهاء اللغة التي دعت إلى إحداث انتخابات خاضعة للإشراف.
بحسب الرئيس روزفلت «إذا حاولنا التهرب من حقيقة أننا وضعنا معظم تركيزنا على بولنديي لوبلين بالمقارنة مع المجموعتين الأخريين اللتين ستتشكل منهما الحكومة الجديدة، فسأشعر بأننا نضع أنفسنا عرضة للاتهامات التي تقول بمحاولة عودتنا إلى قرار القرم». أقر روزفلت على حد تعبير الأدميرال ويليام دي ليهي، بأن صيغة مؤتمر يالطا كانت مبهمة جدًا لدرجة أن السوفييت قادرون على «تمطيطها على طول الطريق من يالطا حتى واشنطن دون قطعها تقنيًّا».
نص الاتفاق النهائي على «أهمية إعادة تنظيم الحكومة المؤقتة والتي تعمل الآن في بولندا على أساس ديمقراطي أوسع مع ضم قادة ديمقراطيين من البولنديين في الداخل والخارج». اعترفت صيغة مؤتمر يالطا بغلبة حكومة لوبلين المؤقتة والمؤيدة للسوفييت، بالرغم من أنها حكومة مُعاد تنظيمها.

## تداعيات ما بعد الحرب

### بولندا والكتلة الشرقية

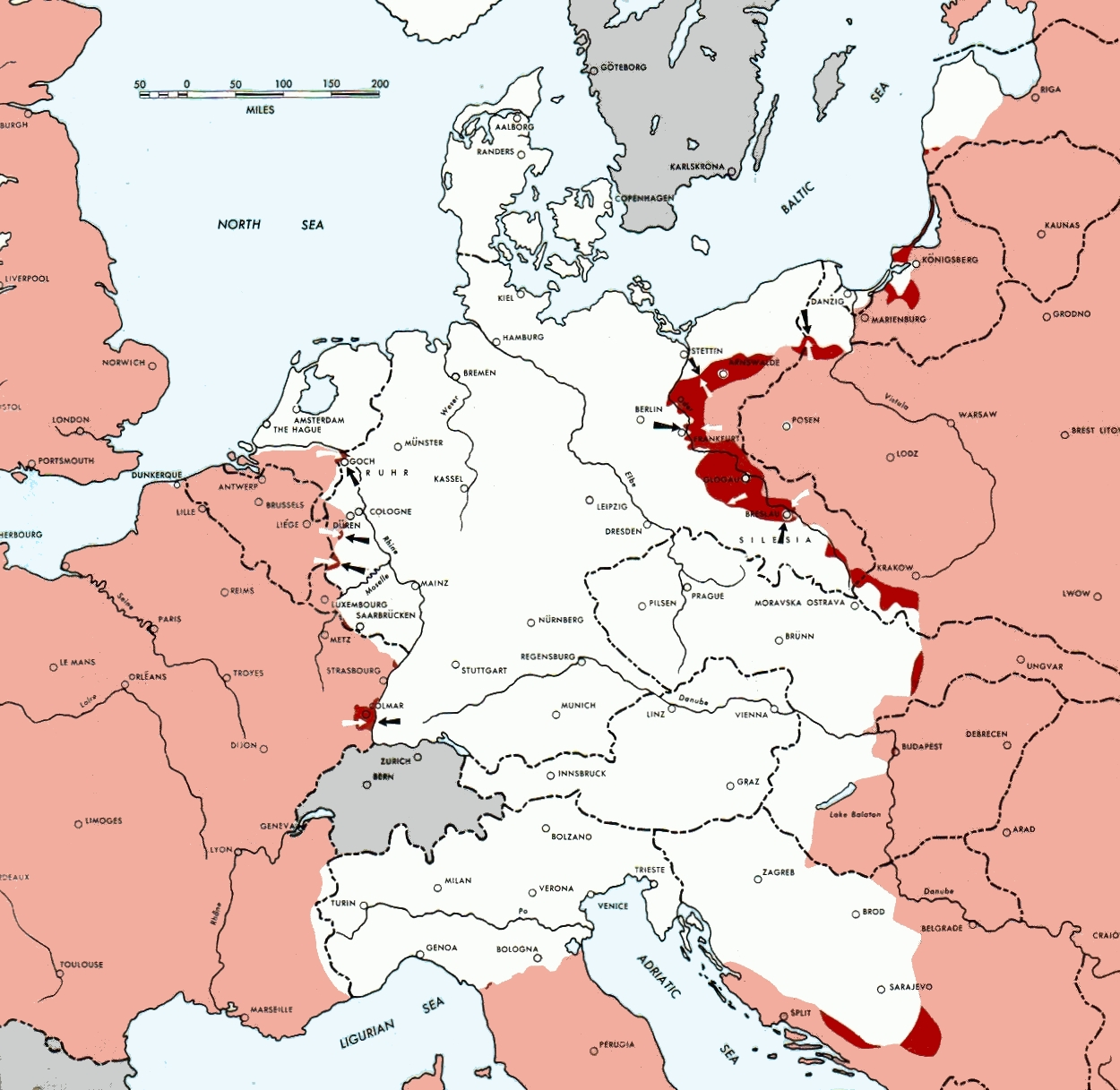
المناطق التي احتلها الحلفاء (بالأحمر) يوم 15 فبراير عام 1945 بعد مضي أربعة أيام على نهاية المؤتمر

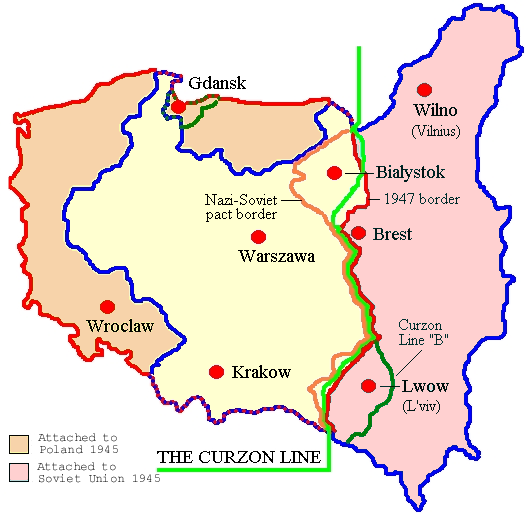
حدود بولندا القديمة والجديدة (1945)

بسبب تشديد ستالين على وعوده واعترافه بالذنب تجاه بولندا، فقد صدّق تشرشل أن ستالين سيلتزم بكلمته في ما يخص بولندا، قائلًا «قد اعتقد نيفيل تشامبرلين بكل سذاجة بإمكانية الثقة بهتلر. لقد كان مخطئًا. لكن لا اعتقد أنّي مخطئ بما يخص ستالين».
في ذلك الوقت، كان حوالي الـ200 ألف من جنود القوات البولندية في الغرب يخدمون تحت إمرة القيادة العليا في الجيش البريطاني. انحدرت أصول معظم هؤلاء الرجال والنساء من منطقة كريساي شرق بولندا والتي تحوي مدنًا مثل لفيف، وفيلينوس. كان مصير هؤلاء إمّا الترحيل من كريساي باتجاه المناطق الشرقية من روسيا الاتحادية الاشتراكية السوفيتية، أو إرسالهم إلى معسكرات الاعتقال السوفيتية (الغولاغ) بعد أن احتل الاتحاد السوفييتي هذا الجزء من بولندا عام 1939.
بعد مرور سنتين، أطلِق سراح مواطني كريساي البولنديين من معسكرات الاعتقال السوفيتية (الغولاغ) في سيبيريا عندما أسّس تشرشل وستالين تحالفًا ضد هتلر، وشُكّل جيش أندريس الذي سار باتجاه بلاد فارس لإنشاء الفيلق البولندي الثاني تحت إمرة القيادة البريطانية العليا.
كان لهذه القوات البولندية دور أساسي في هزيمة الألمان في شمال إفريقيا وإيطاليا، مع تقديم التعهدات لهم بإعادتهم إلى موطنهم كريساي في بولندا المستقلة والديمقراطية بعد انتهاء الحرب. لكن خلال مؤتمر يالطا، وافق روزفلت وتشرشل إلى حد كبير على مطالب ستالين بضم المقاطعة التي اتُفق سابقًا بين هتلر وستالين على خضوعها إلى سيطرة الاتحاد السوفيتي عبر الميثاق النازي السوفيتي، متضمنةً منطقة كريساي، أيضًا تمت الموافقة على عملية نقل السكان البولنديين (1944 - 1946).
بالتالي اتُّفق في الواقع على خسارة عشرات آلاف الجنود البولنديين المخضرمين تحت قيادة بريطانيا منازلهم في منطقة كريساي لصالح الاتحاد السوفيتي. كان الرد على ذلك بإقدام 30 ضابط ورجل من المنتمين إلى الفيلق البولندي الثاني على الانتحار.
دافع تشرشل عن أفعاله في مؤتمر يالطا عن طريق مناظرة برلمانية استمرت ثلاثة أيام بدأت في 27 فبراير، وانتهت بالتصويت بالثقة. انتقد العديد من أعضاء البرلمان تشرشل خلال المناظرة مُعربين عن تحفظهم الشديد بشأن يالطا وأظهروا دعمهم لبولندا، فقام 25 منهم بمحاولة صياغة تعديل للاحتجاج على الاتفاقية. هؤلاء الأعضاء هم: آرثر غرينوود، السير آرشيبالد ساوثبي، البارونة الأولى، السير أليك دوغلاس هوم، جيمس هيثكوت دروموند ويلوبي، إيرل أنكاستر الثالث وفيكتور رايكس. استقال بعد أن فشل التعديل كل من هنري شتراوس والبارون كونيسفورد عضو البرلمان عن نورتش احتجاجًا على طريقة معاملة بريطانيا لبولندا.
عندما انتهت الحرب العالمية الثانية، كانت الحكومة الشيوعية قد نُصبت في بولندا. شعر معظم أبناء الشعب البولندي بالخيانة من قبل من كانوا حلفاءهم في وقت الحرب. رفض العديد من الجنود البولنديين العودة إلى بولندا بسبب القمع السوفيتي للمواطنين البولنديين (1939 - 1946)، وبسبب محاكمة البولنديين الستة عشر وغيرها من عمليات الإعدام التي جرت بحق بولنديين مناصرين للغرب، تحديدًا الأعضاء السابقين في الإيه كي (جيش الوطن). أدى كل ذلك إلى إعلان أول قانون لإعادة توطين البولنديين عام 1947، كان هذا أول قانون للهجرة الجماعية في بريطانيا.
خاطب روزفلت الكونغرس الأمريكي في الأول من مارس قائلًا «أنا قادم من القرم مع اعتقاد راسخ بأنّنا خطونا الخطوة الأولى في طريق عالم يسوده السلام»، لكن سرعان ما أدركت القوى الغربية أن ستالين لن يلتزم بوعوده بإجراء انتخابات حرة في بولندا. أرسل تشرشل إلى روزفلت رسالةً يائسة في ما يخص عمليات الترحيل الجماعي وحل المعارضة البولنديّة، كان ذلك بعد تلقيه لانتقادات لاذعة في لندن عقب مؤتمر يالطا. ردّ روزفلت على رسالة تشرشل في 11 مارس كاتبًا «أنا أوافق بالتأكيد على أهمية التمسك الحازم بالتفسير الصحيح لقرار القرم. أنت محق تمامًا في افتراض أن الحكومة والشعب في هذا البلد لن يدعموا المشاركة في انتخابات يسودها الاحتيال وتكون بمثابة تحصيل حاصل لحكومة لوبلين، والحل يجب أن يكون كما توقعناه في يالطا».
بحلول 21 مارس، أرسل سفير روزفلت في الاتحاد السوفيتي أفريل هاريمان برقية إلى روزفلت قال فيها «يجب علينا أن ندرك بكل وضوح أن المخطط السوفيتي هو إقامة الشمولية، وإنهاء الحرية الشخصية والديمقراطية كما نعرفها». بدأ روزفلت بعد ذلك بيومين بالاعتراف بأن كان ينظر إلى ستالين بعيون مفرطة التفاؤل وأن أفريل كان محقًّا فيما قاله.
بعد ذلك بأربعة أيام في 27 مارس، اعتقلت مفوضية الشعبية السوفيتية للشؤون الداخلية ستة عشر رجلًا من قادة المعارضة البولندية السياسية والذين كانوا قد دُعوا للمشاركة في مفاوضات الحكومة المؤقتة. كانت الاعتقالات جزءًا من الخدعة التي قامت بها مفوضية الشعب، إذ ساقت الزعماء جوًّا إلى موسكو قدّمتهم للمحاكمة العلنية، ليُحكم عليهم لاحقًا بالعمل في معسكرات الاعتقال السوفيتية (الغولاغ). جادل تشرشل بعد ذلك روزفلت قائلًا «من الواضح وضوح الشمس» أن التكتيك الروسي كان يهدف لإبطاء سير عملية الانتخابات حرّة «في الوقت الذي كانت فيه لجنة لوبلين تعزّز من صلاحيتها». أدّت الانتخابات البولندية المقامة في 16 يناير 1947 إلى تحويل بولندا رسميًّا إلى دولة شيوعيّة بحلول عام 1949.
في الفترة التي تلت عقد مؤتمر يالطا على أراضي الاتحاد السوفيتي، وعندما أعرب وزير الخارجية السوفيتي فياتشيسلاف مولوتوف عن قلقه اتجاه صياغة كلمة اتفاقية يالطا التي قد تعرقل من مخططات ستالين، رد ستالين «لا تشغل بالك. سنقوم بذلك بطريقتنا الخاصة لاحقًا». في الوقت الذي كان الاتحاد السوفيتي قد ضم إليه بالفعل عددًا من البلدان المحتلة كالجمهوريات السوفيتية الاشتراكية، كانت تتم عملية تحويل البلدان الأخرى التي احتلها في أوروبا الوسطى والشرقية إلى دول تابعة لسيطرة الاتحاد السوفيتي، مثل جمهورية بولندا الشعبية، وجمهورية المجر الشعبية، وجمهورية تشيكوسلوفاكيا الاشتراكية، وجمهورية رومانيا الشعبية، وجمهورية بلغاريا الشعبية، وجمهورية ألبانيا الشعبية، ولاحقًا ألمانيا الشرقية الموجود ضمن منطقة الاحتلال السوفيتية. تنازلت في نهاية المطاف الولايات المتحدة والمملكة المتحدة بالاعتراف بسيطرة الاتحاد السوفيتي على تلك المناطق الاشتراكية، الأمر الذي أدّى للتضحية بجوهر اعلان يالطا، مع بقائه من حيث الشكل.

## وصلات خارجية
- مؤتمر يالطا - موسوعة المورد، منير البعلبكي، 1991.
- مؤتمر يالطا - موسوعة بريتانيكا (بالإنجليزية)